# سانشو ليتل
سانشو ليتل (بالإسبانية: Sancho Lyttle)‏ مواليد 20 سبتمبر 1983 في سانت فينسنت والغرينادين، هي لاعبة كرة سلة إسبانية. بدأت مسيرتها الاحترافية في سنة 2005. تم اختيارها من قبل فريق هيوستن كومتز خلال الدرافت. تلعب مع فريق أتلانتا دريم في دوري الاتحاد الوطني لكرة السلة النسائية كلاعب وسط. وتحمل الرقم 20. يبلغ طولها 6 قدم 4 بوصة (1.9 م). حققت المركز الثاني في كأس العالم لكرة السلة للسيدات 2014. شاركت مرتين في مباراة كل النجوم.

## المسيرة الاحترافية
لعبت مع هيوستن كومتز من سنة 2005 إلى 2008، ثم لعبت مع أتلانتا دريم في سنة 2009، ثم لعبت مع نادي أفينيدا لكرة السلة للسيدات من سنة 2009 إلى 2011، ثم لعبت مع روس كاسارس فالنسيا في موسم 2011–2012، ثم لعبت مع نادي غلطة سراي لكرة السلة للسيدات من سنة 2012 إلى 2016.

## الميداليات
| الميدالية | المسابقة                                 |
| --------- | ---------------------------------------- |
| فضية      | كأس العالم لكرة السلة للسيدات 2014       |
| برونزية   | بطولة كأس العالم لكرة السلة للسيدات 2010 |

## روابط خارجية
- سانشو ليتل على موقع الاتحاد الدولي لكرة السلة (الإنجليزية)
- سانشو ليتل على موقع الاتحاد الوطني لكرة السلة النسائية (الإنجليزية)
- سانشو ليتل على موقع كرة السلة الأوروبية.كوم (الإنجليزية)
- سانشو ليتل على موقع كلية كرة السلة في سبورتس رفرنس.كوم (الإنجليزية)
- سانشو ليتل على موقع بروبوليرز (الإنجليزية)
- سانشو ليتل على موقع سبورتس رفرنس (الإنجليزية)